# Philodendron billietiae
Philodendron billietiae är en kallaväxtart som beskrevs av Thomas Bernard Croat. Philodendron billietiae ingår i släktet Philodendron och familjen kallaväxter. Inga underarter finns listade.